# Kate Swift
Barbara Peabody Swift (Yonkers, 9 de dezembro de 1923 —  Middletown, 7 de maio de 2011), mais conhecida como Kate Swift, foi uma escritora e editora feminista norte-americana que co-escreveu (com Casey Miller, sua parceira de negócios e companheira) livros e artigos influentes sobre sexismo na língua inglesa. Seus primeiros trabalhos incluíram o artigo "Desexing the Language" (1971) na revista Ms.,e a matéria na New York Times "One Small Step for Genkind" (1972). Em 1976, publicou seu primeiro livro "Words and Women: A New Language in New Times"  e em 1980, o Handbook of Nonsexist Writing, ambos considerados inovadores na temática da discriminação sexual incorporada ao uso comum do inglês.

## Biografia
Kate nasceu em 9 de dezembro de 1923, em Yonkers, de uma família de jornalistas. Seu avô paterno, J. Otis Swift, escreveu na coluna diária "News Outside the Door" para o The New York World e seu sucessor, The World-Telegram, por 40 anos. Seu pai e sua mãe eram jornalistas de jornais e revistas. Kate cresceu em Hastings-on-Hudson, Nova Iorque. Estudou na Connecticut College e depois na faculdade de jornalismo da Universidade da Carolina do Norte, Chapel Hill, graduando-se em 1944. Depois de trabalhar como copiadora na redação da NBC, alistou-se ao Exército feminino como escritora e editora do departamento de informação e educação do Exército, durante a Segunda Guerra Mundial.
Nos 22 anos seguintes, foi escritora do Port of New Orleans, assistente editorial da Time e escritora de notícias do departamento de relações públicas da empresa Girl Scouts of America antes de se tornar uma escritora de ciências na equipe de assuntos públicos do Museu Americano de História Natural em 1954, atuando como assessora de imprensa do Planetário Hayden. Em 1965, tornou-se diretora do escritório de notícias da Yale School of Medicine.
Em 1970, Kate formou uma parceria editorial freelance com sua companheira Casey Geddes Miller. Seu primeiro projeto juntas foi a edição de cópias  para um manual de educação sexual para estudantes do ensino médio. O objetivo declarado do manual era incentivar o respeito mútuo e a igualdade entre meninos e meninas, mas as duas escritoras concluíram que a intenção do autor estava sendo minada pela língua inglesa. Elas compreendiam que o uso padrão exclusivo de pronomes masculinos "ele" e "dele" confundia a mensagem, além de excluir as mulheres. Kate e Casey começaram assim seu importante esforço para garantir que a linguagem abrangesse as mulheres quanto humanidade e suas possibilidades dentro da sociedade.
Em 1971, Kate e sua companheira escreveram um artigo intitulado “Desexing the Language”, que apareceu na edição inaugural da revista Ms. em fevereiro de 1972. Nesse mesmo ano, publicaram o artigo para o The New York Times chamado “One Small Step for Genkind”, que posteriormente se transformou em seu primeiro livro, publicado em 1976, intitulado Words and Women: A New Language in New Times" e quatro anos depois, o livro Handbook of Non-Sexist.
Kate morreu em 7 de maio de 2011 em Middletown, aos 87 anos, devido a um câncer de estômago.

## Ativismo
Em 1977, Swift tornou-se associada do Women's Institute for Freedom of the Press (WIFP), organização editorial americana sem fins lucrativos, que trabalha para aumentar a comunicação entre as mulheres e a participação de vozes femininas nos meios de comunicação em massa. 
Kate também esteve engajada na luta pela igualdade matrimonial. Ela trabalhou com a organização Love Makes a Family de Connecticut em seu esforço bem sucedido para legalizar o casamento entre pessoas do mesmo sexo naquele estado.